# 全国社会人サッカー連盟
一般財団法人全国社会人サッカー連盟（ぜんこくしゃかいじんサッカーれんめい）は、日本サッカー協会の関連団体で、男子第1種登録チーム（青年チーム）の社会人サッカーチームを統括する団体である。

## 概要
同連盟では、アマチュアサッカーの全国リーグ戦である日本フットボールリーグ（JFL）を頂点に、地域リーグ、全国地域サッカーチャンピオンズリーグ（旧大会名:全国地域サッカーリーグ決勝大会）、全国社会人サッカー選手権大会（全社）、都道府県リーグ、全国クラブチームサッカー選手権大会などの大会を主催している。